# Sommerrapsodi
Sommerrapsodi er en musikfilm fra 1947 instrueret af Hagen Hasselbalch efter manuskript af Mogens Lorentzen.

## Handling
En tur gennem Dyrehaven ved København, fuld af lyriske og humoristiske detaljer, som giver et indtryk af typisk dansk sommerliv og af danske landskaber. Filmen er bygget over Riisagers musik.